# Hylaeus sculptus
Hylaeus sculptus là một loài Hymenoptera trong họ Colletidae. Loài này được Cockerell mô tả khoa học năm 1911.